# Astilleros Gondán
Astilleros Gondán es un astillero naval español ubicado en el puerto de Figueras (Castropol), Principado de Asturias. Su nombre es heredado de la aldea natal de un antepasado de los propietarios.

## Historia
Francisco Díaz Fernández, bisabuelo del actual Presidente, Álvaro Platero Díaz, ya construía pequeñas embarcaciones dedicadas a la pesca de litoral a finales del siglo XIX. Su hijo, Francisco Díaz Martínez, inició la construcción de barcos de madera en la playa sobre la que hoy se encuentran emplazados los actuales astilleros, que fundó en 1925.

## Instalaciones
Astilleros Gondán tiene tres instalaciones, localizadas en el municipio de Castropol. La factoría principal de 28.000 m² (18.000 m² a cubierto) se encuentra en el puerto de Figueras, con dos gradas para la construcción de buques de hasta 100 m de eslora y 22 m de manga, mientras que las otras dos, el taller de corte de acero y el almacén de grandes equipos, se encuentran en el Polígono Industrial de Barres.